# تأثير أوجيه

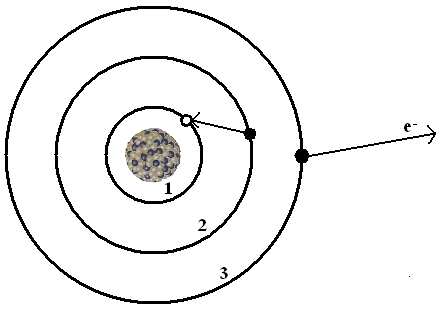

تأثير أوجيه (Auger) هو ظاهرة فيزيائية يتسبب فيها إصدار إلكترون من ذرة إلى إصدار إلكترون آخر كإصدار ثانوي.
عندما يزال إلكترون من طبقة تحت سطحية في الذرة تاركا مكانه شاغرا، فإن إلكترونا من مستوى طاقة أعلى يملأ المكان الشاغر مسببا تحرر طاقة.
وعلى الرغم من أنه في بعض الأحيان تتحرر هذه الطاقة عبر إصدار فوتون، إلا أن الطاقة قد تنتقل إلى إلكترون آخر مسببا باقتلاعه من الذرة.يسمى الإلكترون الثاني المقتلع باسم إلكترون أوجيه.
يقوم مطيافية إلكترون أوجيه بإصدار إلكترونات أوجيه عن طريق صدم عينة إما بأشعة إكس أو بإلكترونات فعالة، ويتم قياس شدة إلكترونات أوجيه كدالة لطاقة إلكترونات أوجيه.